# Josefin Olsson
Josefin Anna Louise Olsson (Nyköping, 23 de agosto de 1989) es una deportista sueca que compitió en vela en las clases Europe y Laser Radial.
Participó en cuatro Juegos Olímpicos de Verano, entre los años 2012 y 2024, obteniendo una medalla de plata en Tokio 2020, en la clase Laser Radial, y el sexto lugar en Río de Janeiro 2016, en la misma clase.
Ganó una medalla de plata en el Campeonato Mundial de Laser Radial de 2014 y una medalla de plata en el Campeonato Europeo de Laser Radial de 2016. También obtuvo una medalla de oro en el Campeonato Mundial de Europe de 2008.
Fue la abanderada de Suecia en la ceremonia de apertura de los Juegos Olímpicos de París 2024 junto con el jinete Peder Fredricson.

## Palmarés internacional
| Campeonato Mundial | Campeonato Mundial       | Campeonato Mundial | Campeonato Mundial |
| Año                | Lugar                    | Medalla            | Clase              |
| ------------------ | ------------------------ | ------------------ | ------------------ |
| 2008               | Santo António (Portugal) | Medalla de oro     | Europe             |

| Juegos Olímpicos   | Juegos Olímpicos                    | Juegos Olímpicos | Juegos Olímpicos |
| Año                | Lugar                               | Medalla          | Clase            |
| ------------------ | ----------------------------------- | ---------------- | ---------------- |
| 2020               | Tokio (Japón)                       | Medalla de plata | Laser Radial     |
| Campeonato Mundial |                                     |                  |                  |
| Año                | Lugar                               | Medalla          | Clase            |
| 2014               | Santander (España)                  | Medalla de plata | Laser Radial     |
| Campeonato Europeo |                                     |                  |                  |
| Año                | Lugar                               | Medalla          | Clase            |
| 2016               | Las Palmas de Gran Canaria (España) | Medalla de plata | Laser Radial     |